# Ryszard Apte
Ryszard Apte (ur. 1922 w Krakowie, zm. 1942 w Stalowej Woli) – poeta, pisarz, rysownik, muzyk pochodzenia żydowskiego.

## Życiorys
Uczeń Gimnazjum Hebrajskiego w Krakowie. Współpracował z pismami „Okienko na świat” i „Nowy Dziennik”, w których publikował poezje i rysunki. Podczas okupacji hitlerowskiej napisał powieść o swoim pobycie we Lwowie, której rękopis zaginął i nigdy nie został odnaleziony. W latach 1939–1942 stworzył cykl Niepokój. Zginął w Stalowej Woli w 1942 roku. Niepokój po raz ostatni został wydany w 2010 roku. W tym samym roku została opublikowana książka poświęcona artyście, autorstwa Marcina Kowalskiego i Piotra Głuchowskiego.

## Publikacje
- Niepokój, Kraków: Ha!art, 2010.

Opracowania:
- Marcin Kowalski, Piotr Głuchowski, Apte. Niedokończona powieść, Kraków: Ha!art, 2010.